# La mia malattia
La mia malattia è un singolo del rapper italiano Emis Killa, pubblicato il 10 aprile 2019 come primo estratto dalla riedizione del quarto album in studio Supereroe.

## Tracce
Testi di Luigi Florio, Emiliano Rudolf Giambelli e Francesco Vigorelli.
1. La mia malattia – 3:00

## Classifiche
| Classifica (2019) | Posizione massima |
| ----------------- | ----------------- |
| Italia            | 21                |